# ناثان باك (لاعب اتحاد الرغبي)
ناثان باك (بالإنجليزية: Nathan Buck)‏ هو لاعب اتحاد الرغبي بريطاني، ولد في 17 أغسطس 1989 في أبرغافني ‏ في المملكة المتحدة.